# Charles Howard (1536-1624)

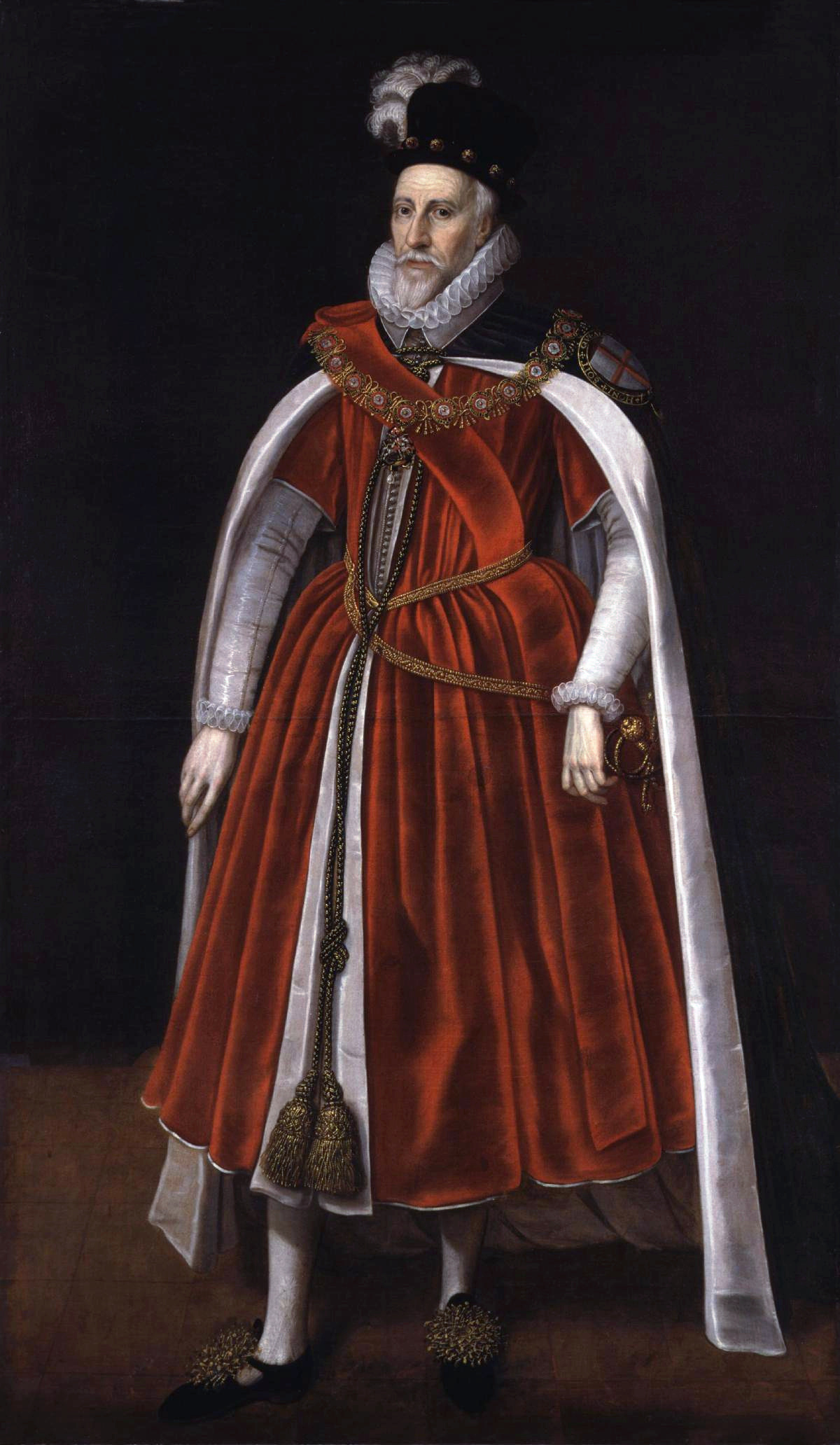
Charles Howard, 1e graaf van Nottingham

Charles Howard (1536 – 14 december 1624) was een Engels staatsman en Lord High Admiral. Hij was een zoon van William Howard, 1e baron Howard of Effingham en Margaret Gamage en daarmee een kleinzoon van Thomas Howard, 2de hertog van Norfolk.
Hij was een neef van koningin Elizabeth en heeft tijdens haar regeerperiode enkele vooraanstaande ambten bekleed. Zo werd hij in 1559 ambassadeur in Frankrijk en vertegenwoordigde hij in 1562 Surrey in het parlement. In 1572 werd hij geridderd en een jaar later volgde hij zijn vader op als 2e baron Howard of Effingham.
Howard was in 1586 lid van het hof dat ex-koningin Maria van Schotland berechtte en stemde voor haar executie.

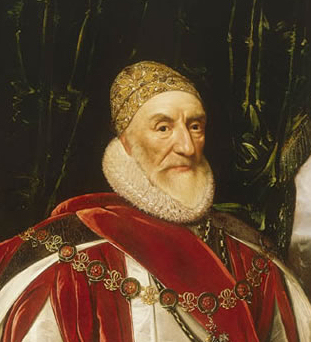
Charles Howard geschilderd door Daniël Mijtens

In 1585 was hij benoemd tot Lord High Admiral, twee jaar later tot opperbevelhebber van de Engelse vloot tegen de Spaanse Armada. Hoewel hij de meerdere was van Francis Drake, liet hij deze toch het bevel voeren vanwege zijn ervaring. Zonder al te veel moeite en verliezen werden de Spanjaarden verslagen.
In 1596 werd Howard opnieuw aangewezen om Engeland tegen een Spaanse invasie te verdedigen, dit keer koos hij wel voor een offensief. Samen met Robert Dudley graaf van Leicester nam op 20 juni Cádiz in (Aanval op Cádiz), waar een gedeelte van de Spaanse vloot lag. Hierop werd Howard beleend met de titel graaf van Nottingham en benoemd tot Lord Lieutenant General of England.
De graaf van Nottingham stond aan het sterfbed van Elizabeth in 1603 en wist ook het vertrouwen te winnen van haar opvolger, Jacobus I. Zo was hij betrokken bij de unie tussen Engeland en Schotland en had hij zitting in het proces na het Buskruitverraad in 1605.
Charles Howard stierf in 1624 op 88-jarige leeftijd. Geen van zijn drie zonen liet mannelijke erfgenamen na, zodat na de dood van zijn jongste zoon, Charles de grafelijke titel uitstierf en de baronie werd geërfd door zijn neef Francis Howard, een voorvader van de huidige graaf van Effingham.
- Bibliothèque nationale de France: cb13494807q (data)
- Gemeinsame Normdatei: 118839365
- International Standard Name Identifier: 0000 0000 6311 3134
- Library of Congress Control Number: nr93008016
- Nationale Bibliotheek van Israël: 987007285045505171
- Nederlandse Thesaurus van Auteursnamen: 073687715
- SNAC: w6wm2070
- Système universitaire de documentation: 067007805
- Trove: 936520
- Virtual International Authority File: 76469410
- WorldCat: E39PBJwd8Y3M67QkHtRpr6KPQq